# Bridgestone
Bridgestone er en japansk koncern med hovedsæde i Tokyo-forstaden Shinjuku.
Firmaet blev grundlagt som dækproducent i 1931 af Shojiro Ishibashi i byen Kurume. Navnet Bridgestone kommer fra en direkte omskrivning og oversættelse af "ishibashi", som betyder «stone bridge» på japansk. 
Efter 2. verdenskrig startede virksomheden op med produktion af motorcykler ved siden af produktionen af dæk. Konkurrencen fra Honda, Suzuki og Yamaha var dog for hård og man stoppede igen. Bridgestone tjente flere penge på at sælge dæk til dem, og man satsede udelukkede på gummiprodukter efterfølgende. Selskabet er i dag en af verdens 3 største producenter af dæk, i konkurrence med Michelin og Goodyear.
I 1988 overtog man det amerikanske dækfirma Firestone.

## Formel 1
Bridgestone har leveret dæk til Formel 1 teams fra 1997 til 2004, og fra 2007 til 2010. I perioden 1950 – 1975 leverede datterselskabet Firestone dæk til Formel 1.